# Combat Flight Simulator 2
Combat Flight Simulator 2 är ett datorspel från 2000 utvecklat av Microsoft. Spelet är en uppföljare till Combat Flight Simulator från 1998 och utspelar sig i Stilla havet.